# Diazinon
Le diazinon (nom commercial) ou dimpylate (DCI) est un ester thiophosphorique développé en 1952 par Ciba-Geigy, une société chimique suisse. Il se présente sous la forme d'un liquide allant de l’incolore au brun foncé.
Le diazinon est un insecticide organophosphoré non systémique autrefois utilisé pour contrôler l’invasion des cancrelats, du poisson d'argent, des fourmis et des puces dans les constructions résidentielles non-alimentaires.
Le diazinon a été lourdement utilisé pendant les années 1970 et au début des années 1980 pour le jardinage universel et en tant qu’insecticide pour parasites intérieurs. Une forme d'amorce a été utilisée pour contrôler la présence des guêpes « scavenger wasps » aux États-Unis occidentaux.
Le diazinon est utilisé dans les colliers anti puces pour les animaux de compagnie domestiques (intérieurs) en Europe et en Australie.
Les utilisations résidentielles de diazinon ont été proscrites aux États-Unis en 2004, mais il est toujours approuvé pour des utilisations agricoles.
Son antidote de secours est l’atropine.
En France, ce pesticide est également interdit depuis un texte de 2007. L'utilisation des stocks est interdite depuis 2009.

## Histoire
Le diazinon a été développé en 1952 par la société suisse Ciba-Geigy, pour remplacer l'insecticide DDT. Il est devenu disponible pour l'utilisation massive en 1955, en même temps que la production de DDT se réduisait. Avant 1970, le diazinon a eu des problèmes avec des contaminants en solution. Cependant, durant les années 1970, des méthodes de purification alternatives ont été créées pour réduire des substances résiduelles. Après quoi, le diazinon est devenu un antiparasitaire commercial intérieur et extérieur polyvalent. En 2004, l'utilisation résidentielle américaine du diazinon a été proscrite, à part pour des utilisations agricoles et les tatouages d'oreilles de bétail.

## Santé
L'agence du cancer de l'OMS parle de liens avec le cancer du poumon.